# Classe Ropucha
La classe Ropucha (Proekt 775 secondo la classificazione russa) è una classe di navi d'assalto anfibio del tipo Landing Ship Tank (Bol'šoj Desatnyj Korabl secondo la terminologia russa), costruita a partire dal 1975 per la marina militare sovietica e composta originariamente da 28 unità. Dopo il crollo dell'Unione Sovietica le Ropucha sono passate in gran parte alla neonata Federazione Russa, ma le più ridotte esigenze della Voenno Morskoj Flot Rossijskoj Federacii hanno fatto sì che solo 16 unità siano rimaste in servizio attivo con la marina russa; una unità è stata acquisita dall'Ucraina, mentre un'altra, venduta allo Yemen del Sud durante l'epoca sovietica e passata poi alla Marina militare yemenita, è stata radiata nel 2002 e venduta come cargo civile.

## Il progetto
Le unità della classe Ropucha sono state realizzate nei cantieri della Stocznia Północna di Danzica, in Polonia: si tratta di grosse unità da 4.080 tonnellate di dislocamento a pieno carico e capaci di trasportare 150 uomini o 450 tonnellate di materiali; dotate di portelloni di carico/scarico sia a prua che a poppa, le Ropucha hanno a disposizione un ponte per i veicoli di 630 m² di spazio, abbastanza capace quindi per ospitare 25 blindati per la fanteria come i BTR-60 o carri armati leggeri come i PT-76 anfibi. Benché siano progettate per essere caricate con il metodo roll-on/roll-off, le Ropucha dispongono anche di coperture a botola sopra la sezione di prua del ponte veicoli, in modo che possano essere caricate anche tramite gru di banchina. Le Ropucha non dispongono di piattaforme per l'atterraggio di elicotteri. L'armamento consiste in due cannoni da 57 mm AK-257 e due lanciarazzi da 122 mm UMS-73 Grad-M per il fuoco di supporto ai reparti sbarcati, mentre la difesa antiaerea è affidata a 2 mitragliere da 30 mm AK-630 e 4 rampe per missili SA-N-8.
Le ultime tre unità della classe hanno subito alcune modifiche rispetto al progetto originario, venendo ridenominate Ropucha II o Project 775M: tra le modifiche, la capacità di carico è stata aumentata a 225 uomini e i due cannoni da 57 mm sono stati rimpiazzati da un unico pezzo da 76 mm.

## Unità
| Classe Ropucha II | Classe Ropucha II | Classe Ropucha II           | Classe Ropucha II | Classe Ropucha II | Classe Ropucha II | Classe Ropucha II | Classe Ropucha II |
| Nome              | Matricola         | cantiere                    | Impostazione      | Varo              | Consegna          | Base              | Stato |
| ----------------- | ----------------- | --------------------------- | ----------------- | ----------------- | ----------------- | ----------------- | --- |
| Caesar Kunikov    | BDK 158           | Stocznia Połnocna (Danzica) | 1985              | 1986              | 30 settembre 1986 | Sebastopoli       | Colpita e danneggiata durante un raid missilistico ucraino il 24 marzo 2022 mentre era ormeggiata nel porto di Berdjans'k, sul mare d'Azov, assieme alla Novocerkassk, durante l'invasione russa dell'Ucraina. Colpita nuovamente ed affondata durante un raid con droni navali ucraini il 14 febbraio 2024 al largo di Simeiz (Crimea). |
| Novočerkassk      | BDK 142           | Stocznia Połnocna (Danzica) | 1986              | 17 aprile 1987    | 30 novembre 1987  | Sebastopoli       | Colpita e danneggiata durante un raid missilistico ucraino il 24 marzo 2022 mentre era ormeggiata nel porto di Berdjans'k, sul mare d'Azov, assieme alla Caesar Kunikov. Colpita nuovamente ed affondata durante un raid missilistico ucraino il 26 dicembre 2023 mentre era ormeggiata nel porto di Feodosia (Crimea).                  |
| Jama              | BDK 156           | Stocznia Połnocna (Danzica) | 4 giugno 1987     | 1988              | 30 aprile 1988    | Sebastopoli       | Colpita e danneggiata durante un raid missilistico ucraino il 24 marzo 2024 mentre era ormeggiata nel porto di Sebastopoli (Crimea), assieme alla Azov. |
| Azov              | BDK 151           | Stocznia Połnocna (Danzica) | 22 novembre 1988  | 19 maggio 1989    | 10 dicembre 1990  | Sebastopoli       | Colpita e danneggiata durante un raid missilistico ucraino il 24 marzo 2024 mentre era ormeggiata nel porto di Sebastopoli (Crimea), assieme alla Jama. |

La nave da sbarco russa Minsk (appartenente alla stessa classe Ropucha II, precedentemente facente parte della flotta del Mar Baltico) è stata colpita e gravemente danneggiata durante un raid missilistico ucraino il 13 settembre 2023 mentre era ormeggiato nel porto di Sebastopoli (Crimea), colpita assieme al sottomarino russo Rostov-on-Don (classe Kilo).
A seguito del grave danneggiamento riportato, pur se non affondata, la Minsk è stata ritenuta irrecuperabile.

## Impiego operativo
Scarsamente impiegate in azione durante l'epoca sovietica, le Ropucha in servizio con la marina federale russa sono state schierate durante la seconda guerra in Ossezia del Sud, quando appoggiarono gli sbarchi della fanteria di marina russa nei pressi del porto di Poti, in Georgia.
Nell'agosto del 2012, tre Ropucha sono state inviate nel porto di Tartus, in Siria, come forma di pressione internazionale durante gli eventi della guerra civile siriana.
Tra febbraio e marzo 2022 alcune di queste navi, dislocate presso la Flotta del Mar Nero, sono state usate per l'Invasione russa dell'Ucraina del 2022. Nella notte tra il 3 ed il 4 agosto 2023 un motoscafo ucraino comandato a distanza, carico di centinaia di kg di esplosivo, ha colpito seriamente la fiancata della nave da sbarco russa Olenegorsky Gornyak, matricola BDK-91, nel porto russo di Novorossijsk mettendola fuori uso e costringendola al rimorchio.